# 帕拉輕艇
帕拉輕艇（Paracanoe）是為有一系列身體殘疾的運動員劃獨木舟。該運動的殘奧會版本由國際獨木舟聯合會(ICF) 管理。2010年在中國廣州舉行的國際帕拉林匹克委員會會議決定將獨木舟加入殘奧會項目。因此，帕運輕艇在2016年里約夏季帕拉林匹克運動會上首次亮相，在那裡進行了單人皮划艇比賽。與其一同列入的還有鐵人三項。